# Xª Flottiglia MAS (Regno d'Italia)
La Xª Flottiglia MAS, ufficialmente 10ª Flottiglia MAS (anche Decima MAS, X MAS o "la Decima"), fu un'unità speciale della Regia Marina italiana, prima flottiglia MAS istituita, il cui nome è legato a numerose imprese belliche di assalto e incursione. Nata nel 1939 come 1ª Flottiglia M.A.S., era una delle tre flottiglie MAS della Regia Marina allo scoppio della seconda guerra mondiale.
Non sempre le imprese dell'unità furono coronate dal successo e comportarono perdite tra gli equipaggi, come nel caso del fallito attacco a Malta del luglio 1941, ma in altri si giunse a successi come quello della baia di Suda (25-26 marzo 1941) o dell'impresa di Alessandria del 19 dicembre 1941, che privò per un lungo periodo la Royal Navy delle sue navi da battaglia nel Mediterraneo.
Complessivamente furono affondate o rese inutilizzabili, da un gruppo di poche centinaia di incursori, oltre 200 mila tonnellate di navi avversarie, delle quali oltre 72 mila tonnellate costituite da naviglio da guerra, ovvero il 38% dell'intera azione compiuta dalla Marina Militare. 
Con l'armistizio di Cassibile, la flottiglia, sotto il comando di Junio Valerio Borghese, rimase in gran parte bloccata a La Spezia dove si riorganizzò in corpo franco poi entrato nella Marina Nazionale Repubblicana: tale reparto operante agli ordini della Repubblica Sociale Italiana non è riconosciuto dallo Stato italiano come successore legittimo della 10ª MAS regia. 
Gli elementi rimasti al sud, assieme a numerosi prigionieri rilasciati dai campi di prigionia alleati, riorganizzarono l'unità con il nuovo nome di "Mariassalto": tale unità della Regia Marina, di base a Taranto, comandata dal capitano di fregata Ernesto Forza, continuò le attività belliche durante la cobelligeranza con gli Alleati.
Nel 1954 il gruppo fu ricostituito nei quadri della Marina Militare, con il nome di Comsubin (Comando Subacquei ed Incursori).

## La 1ª Flottiglia MAS

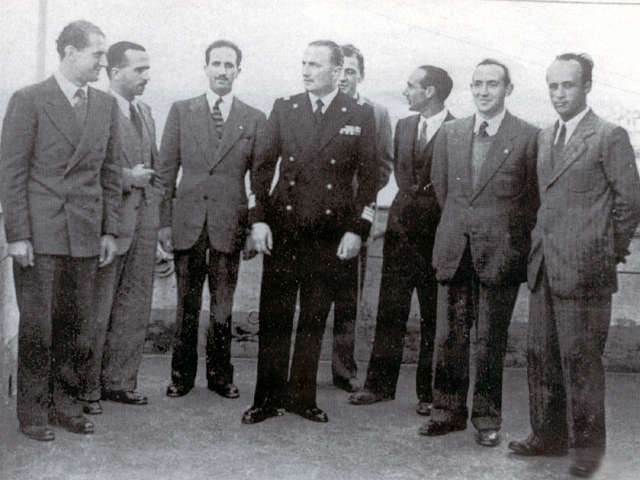
I componenti della 1ª Flottiglia MAS nel 1939.
Da sinistra a destra sottotenente di vascello Luigi Durand de la Penne (medaglia d'oro), capitano (GN) Teseo Tesei (medaglia d'oro), capitano medico Bruno Falcomatà (medaglia d'oro), capitano di fregata Paolo Aloisi (medaglia d'argento), tenente (GN) Gian Gastone Bertozzi (medaglia d'argento), tenente di vascello Gino Birindelli (medaglia d'oro), capitano (AN) Gustavo Maria Stefanini, guardiamarina Giulio Centurione.

Il 28 ottobre 1938 l'Ufficio piani e operazione della Regia Marina propose la costituzione della "1ª Flottiglia MAS", con sede alla Spezia. L'unità venne costituita il 23 aprile 1939 con comandante il capitano di fregata Paolo Aloisi
Alla vigilia dello scoppio della seconda guerra mondiale la Marina decise inoltre di riprendere gli studi per l'impiego operativo del maiale e dei barchini. L'attività della flottiglia inizialmente fu tesa alla sperimentazione in segreto delle nuove armi della Marina; diventò quindi un'unità speciale, ad attività riservata.

## La seconda guerra mondiale
Allo scoppio della seconda guerra mondiale nel giugno 1940 era una delle tre flottiglie MAS in servizio (con la 2ª e la 3ª), alle dipendenze dirette dello Stato maggiore della Marina.
Fu confermato l'utilizzo dei mezzi presenti nella 1ª Flottiglia (5 squadriglie, con complessivi 20 MAS) e fu inoltre riconosciuta formalmente la specialità degli uomini d'assalto, sommozzatori in grado di nuotare fino a sotto le navi nemiche per collocarvi dell'esplosivo. I mezzi usati per trasportare queste testate esplosive, del peso di circa 300 kg, erano dei siluri modificati, noti come siluri a lenta corsa o "maiali". Il reparto subacqueo era ora comandato dal tenente di vascello Junio Valerio Borghese. Nel centro esisteva un Reparto tecnico-sperimentale, comandato dal tenente di vascello Angelo Belloni, per gli studi e le indagini sulle applicazioni di nuove attrezzature, che dovevano migliorare l'efficienza e la sicurezza di tutte le apparecchiature subacquee in dotazione alla flottiglia. Tra gli utilizzatori vi era il Gruppo Gamma, comandato dal tenente di vascello Eugenio Wolk; questo gruppo introdusse l'impiego di pinne e guanti palmati durante gli addestramenti alle future missioni.
Quanto ai motoscafi modificati, i barchini esplosivi, essi vennero inquadrati in una unità comandata da Giorgio Giobbe, che non venne inizialmente utilizzata perché queste imbarcazioni venivano considerate "mezzi di ripiego". I "barchini" avevano la loro base alla Spezia, al "Balipedio Cottrau" del Varignano.
Per il successo delle incursioni era necessario anche un equipaggiamento speciale, non solo dal punto di vista dei mezzi offensivi, ma anche dei dispositivi di navigazione (bussole) e degli accessori (profondimetri): il tutto fu oggetto di un attento studio.
Ma in primo piano veniva sempre la fortissima motivazione con la quale gli operatori della Xª andavano in azione, diretta contro il potenziale bellico piuttosto che contro gli uomini.
(dal libro dell'ammiraglio Virgilio Spigai, Cento uomini contro due flotte)

### Gli esordi

Il sommergibile Gondar in banchina alla Spezia.
A prua della falsatorre si notano i due contenitori cilindrici destinati a ospitare i siluri a lenta corsa.

Le prime azioni di attacco si conclusero con risultati poco incoraggianti, a volte disastrosi. Nella prima missione, denominata G.A.1, destinata ad attaccare la rada di Alessandria d'Egitto, il 22 agosto 1940 nel golfo di Bomba il sommergibile Iride, che aveva caricato quattro SLC dalla torpediniera Calipso, e la motonave Monte Gargano, vennero affondati dagli inglesi con elevate perdite umane. Cinque marinai dell'Iride, silurato da uno Swordfish, vennero salvati proprio da alcuni degli operatori della Xª che al momento dell'affondamento del sommergibile erano temporaneamente sulla Monte Gargano.
Una seconda operazione contro Alessandria, la G.A.2, e una contro Gibilterra, la B.G.1, si conclusero senza esiti positivi, anche se con minori perdite umane: nella missione G.A.2 vi fu un morto e il sommergibile Gondar venne autoaffondato dopo un'agonia di diverse ore, mentre la seconda, condotta dal comandante Borghese sul sommergibile Scirè, venne annullata quando il sommergibile era già alla volta di Gibilterra, perché la squadra navale bersaglio dell'incursione era uscita dal porto. Con l'affondamento del Gondar, oltre all'equipaggio vennero fatti prigionieri dagli inglesi il comandante Giorgini e anche diversi incursori.
Il 29 ottobre 1940 lo Scirè (comandato ancora da Borghese e con tre SLC a bordo), tentò nuovamente un'azione denominata B.G.1 contro Gibilterra, che venne interrotta e ritentata con denominazione B.G.2 il 30 dello stesso mese. La coppia de la Penne - Bianchi venne subito intravista da un'imbarcazione nemica e per non destare sospetti portarono in immersione il loro SLC, che però si guastò non permettendo più la risalita. I due assaltatori lo abbandonarono e raggiunsero a nuoto la costa spagnola. Tesei e Pedretti, che pilotavano un altro SLC, furono capaci di arrivare all'imboccatura del porto, ma al momento dell'immersione constatarono che i loro respiratori non funzionavano, e dovettero desistere affondando il mezzo e nuotando fino alla riva spagnola, da dove vennero rimpatriati assieme a de la Penne e Bianchi. Birindelli e Paccagnini, nonostante problemi di galleggiamento con il loro mezzo, un respiratore bucato e una velocità alquanto ridotta, riuscirono con grande abilità ad arrivare a 70 metri dalla corazzata Barham superando le reti antisiluro poste in sua difesa. A questo punto, inaspettatamente, l'SLC si bloccò sul fondale. Birindelli (rimasto solo in quanto Paccagnini era risalito in superficie per mancanza di ossigeno) tentò di trascinare la testata fin sotto la nave nemica, ma dopo poco tempo dovette abbandonare i suoi propositi in quanto stremato. Risalito in superficie tentò di fuggire, ma venne scoperto e preso prigioniero assieme a Paccagnini dai soldati inglesi.
La missione fu un totale insuccesso, ma almeno era stata dimostrata la capacità dei palombari di penetrare in un porto nemico ben presidiato.

### La ricostruzione come 10ª Flottiglia MAS
Dopo questi costosi fallimenti iniziali, e in seguito alla cattura in settembre del comandante Mario Giorgini, il comando dell'intero reparto venne affidato al capitano di fregata Vittorio Moccagatta. Il 15 marzo 1941 la 1ª Flottiglia MAS fu ribattezzata da Supermarina (proprio su proposta fatta il 10 marzo 1941 da Moccagatta) 10ª Flottiglia MAS. Il nuovo nome fu scelto in riferimento alla Legio X, la legione prediletta di Giulio Cesare.

### I primi successi

Il relitto della HMS York ispezionato da una squadra di marinai della torpediniera Sirio dopo la resa di Creta

La prima azione coronata da successo fu quella del 25 marzo 1941: sei barchini esplosivi presero di mira diverse unità nemiche nella baia di Suda, a Creta, danneggiarono irreparabilmente fra l'altro l'incrociatore York, fatto poi incagliare e usato quale batteria galleggiante. L'incursione, con al comando il tenente di vascello Luigi Faggioni, venne effettuata appunto da sei MTM che riuscirono a forzare durante la notte le ostruzioni della baia e rimasero in attesa fino a che le luci dell'alba permisero di individuare chiaramente le sagome degli obiettivi ancorati in rada. Un barchino centrò lo York con danni talmente gravi che venne fatto incagliare per evitare l'affondamento e non partecipò più ad aventi bellici, un secondo, pilotato dal sergente cannoniere Emilio Barberi, che per l'azione verrà decorato con la medaglia d'oro al valor militare, centrò la petroliera Pericles, e il terzo mancò il suo bersaglio programmato centrando un molo. Le altre unità ebbero problemi di natura meccanica o relativi ai malesseri dei piloti dovuti alle condizioni estreme nelle quali operavano; gli equipaggi causarono quindi l'affondamento dei loro mezzi.
Alcune operazioni successive, comunque, non andarono a buon fine. Nell'aprile 1941 venne tentata una ricognizione offensiva nelle acque di Corfù (Grecia), precisamente a Porto Edda, comandata dallo stesso Moccagatta. Due MAS, il 539 e il 535, scortarono due MTS, il primo con il capitano di corvetta Giorgio Giobbe e il sottotenente di vascello Aldo Massarini, e il secondo con il sottotenente di vascello Renato Iovine e il 2º capo motorista Enrico Cerruti. La missione venne abortita. Inoltre la notte tra il 25 e il 26 maggio 1941, la missione B.G.3, ancora con obiettivo Gibilterra e basata su tre SLC partiti dal sommergibile Scirè, venne annullata, ma tutti gli operatori rientrarono alla base.

### Il fallito attacco a Malta e la morte di Tesei
Nel maggio successivo fu tentata un'altra missione contro il porto di Gibilterra, ancora con il sommergibile Scirè comandato dal tenente di vascello Junio Valerio Borghese e ancora caratterizzata da un fallimento dovuto a problemi tecnici dei mezzi.

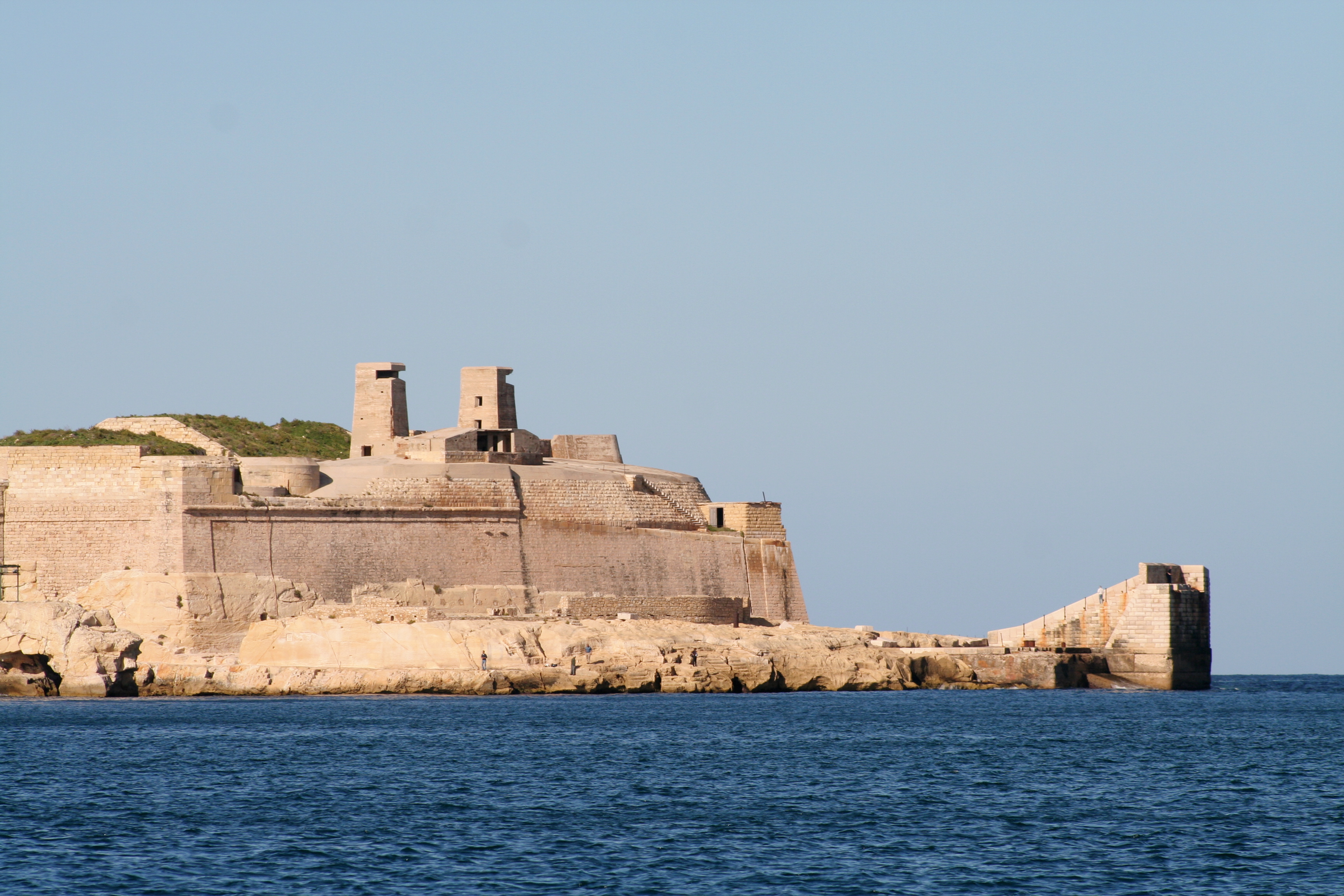
Il Forte Sant'Elmo nel 2008; a destra, il vuoto occupato prima dell'attacco dalle ostruzioni fatte saltare dagli MTM italiani

A luglio un'ambiziosa e temeraria azione contro Malta, denominata Malta 2, finì invece in un disastro. Il 25 e 26 luglio 1941 la Xª MAS provò ad attaccare il possedimento inglese partendo dalla nave appoggio Diana e da due MAS, il 451 del sottotenente di vascello Giorgio Sciolette e il 452 al comando del tenente di vascello Giobatta Parodi (recante a bordo il capitano di fregata Vittorio Moccagatta e il capitano medico Bruno Falcomatà); con loro un consistente gruppo di barchini esplosivi e due SLC: il piano operativo dettagliato nell'Ordine di Operazione 5/A prevedeva che durante la notte l'SLC facesse saltare le ostruzioni di ponte sant'Elmo che chiudevano il porto di La Valletta, e immediatamente i barchini avrebbero dovuto irrompere nel varco e colpire le navi all'ancora. L'altro SLC avrebbe dovuto attaccare i sommergibili inglesi in porto. Le tre ricognizioni di Moccagatta avevano concluso (erroneamente) che i proiettori fossero asserviti agli aerofoni, in base alle osservazioni del loro comportamento durante le incursioni aeree; in realtà esistevano efficienti impianti radar che rilevarono le unità italiane a lunga distanza privandole di qualsiasi effetto sorpresa.

Marinai della Decima ad Augusta dopo un'azione su Malta

L'attacco iniziale alle ostruzioni doveva essere portato dal maggiore Tesei, fondatore del gruppo, che visto il ritardo accumulato a causa delle varie avarie ai mezzi si portò con il suo SLC insieme con il 2º capo palombaro Alcide Pedretti per far saltare le ostruzioni. Le difese dell'isola erano però entrate in stato di allerta grazie agli avvistamenti radar; Tesei saltò in aria col suo mezzo spolettato a tempo zero (esplosione immediata) facendo crollare una parte del ponte girevole di sant'Elmo, ma ostruendo anche il passaggio; molti degli incursori che si lanciarono in successione contro l'entrata vennero falciati dalle postazioni che difendevano l'imboccatura di una delle due baie che costituiscono il porto, Marsamuscetto (l'altra è il Grand Harbour, o Porto Grande); infine, all'alba, decollarono dagli aeroporti dell'isola (Ħal Far e Luqa) trenta aerei da caccia Hurricane inglesi del 126º, 185º e 251º Squadron che individuarono le navi appoggio italiane e le colpirono duramente, causando molti morti e feriti, tra i quali Moccagatta, nonostante venissero contrastati da dieci caccia Macchi M.C.200 del 54º Stormo. Nella battaglia aerea, secondo gli italiani, vennero abbattuti tre Hurricane contro due Macchi, mentre gli inglesi affermarono di aver abbattuto tre Macchi perdendo un solo Hurricane.
Per l'azione a Tesei verrà concessa la medaglia d'oro al valor militare alla memoria, così come a Pedretti (entrambi reduci da una prima missione contro Gibilterra e superstiti all'affondamento del sommergibile Iride durante l'operazione G.A.1) e a Moccagatta. Il bilancio complessivo dell'azione fu di 15 morti e 18 prigionieri sulle circa 50 persone che avevano partecipato all'azione, mentre solo 11, in parte feriti, rientrarono a bordo del Diana scortato dal MAS 544 e dalla torpediniera Cigno ad Augusta; ad esse si aggiunse la perdita di due MAS (il MAS 452 venne catturato ed è tuttora esposto in museo a Malta), due SLC e otto MTM, uno dei quali venne catturato intatto dai britannici.

Un Operatore Gamma della Xª MAS.

I fallimenti furono comunque utili per accumulare esperienza e mettere a punto tecniche e materiali. Anche l'episodio di Malta, che avrebbe potuto segnare la fine dell'incursione subacquea, divenne invece lo sprone per fare meglio: al comando arrivò Ernesto Forza, proveniente dalla IIª Flottiglia MAS, nuove risorse furono assegnate ai reparti d'assalto, mentre a quelli subacquei e di superficie si affiancò il nuovo "Gruppo Gamma", costituito da nuotatori d'assalto.
Il 20 settembre 1941 finalmente i "maiali" dello Scirè a Gibilterra riuscirono ad affondare due piroscafi e una petroliera militare. Nel dicembre successivo la Xª Flottiglia MAS effettuava l'azione più nota, l'affondamento delle navi da battaglia britanniche HMS Valiant e la nave ammiraglia HMS Queen Elizabeth.

### L'affondamento dellaValiante dellaQueen Elizabeth
(Winston Churchill)
La più celebre delle azioni della Xª Flottiglia MAS (operazione G.A.3), l'affondamento delle corazzate inglesi Valiant e Queen Elizabeth e della petroliera Sagona ormeggiate nel porto di Alessandria d'Egitto, venne effettuata il 19 dicembre 1941. Si trattò di una sorta di rivincita delle forze armate italiane per le gravi perdite navali subite nella notte di Taranto (11-12 novembre 1940). È rimasta famosa anche come Impresa di Alessandria.
La missione G.A.3 ebbe inizio la notte del 3 dicembre, quando il sommergibile Scirè, comandato dal tenente di vascello Junio Valerio Borghese, salpò dal porto della Spezia. Dopo alcuni giorni, il mezzo fece scalo nell'isola egea di Lero, ove imbarcò gli operatori dei mezzi d'assalto, giunti sul posto dopo il trasferimento aereo dall'Italia, e il 14 dicembre ripartì alla volta della costa egiziana, che raggiunse la notte del 18, con un giorno di ritardo per via di una violenta mareggiata. A causa dell'arrivo di tre cacciatorpediniere, i britannici aprirono un varco nelle difese del porto, di cui approfittarono tre siluri a lenta corsa, pilotati ciascuno da due uomini di equipaggio. Gli incursori dovevano giungere sotto la chiglia del proprio bersaglio, piazzare la carica d'esplosivo e successivamente abbandonare la zona dirigendosi a terra e autonomamente cercare di raggiungere il sommergibile che li avrebbe attesi qualche giorno dopo al largo di Rosetta.

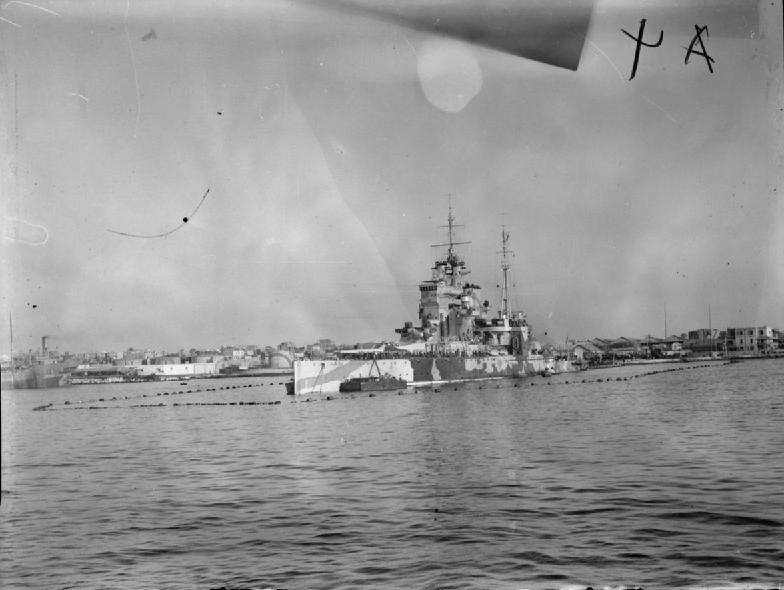
La HMS Queen Elizabeth circondata da reti parasiluri nel porto di Alessandria prima dell'attacco.

Il maiale nº 221, condotto da Luigi Durand de la Penne ed Emilio Bianchi, si diresse verso la nave da battaglia Valiant. Bianchi cadde a causa di un malore, mentre de la Penne riuscì a raggiungere il fondo della carena della nave, ove agganciò la carica esplosiva e poi riaffiorò; fu però catturato e condotto sulla corazzata. Poco dopo, gli inglesi catturarono anche Bianchi, che era risalito alla superficie e si era aggrappato a una boa di ormeggio della corazzata, e lo rinchiusero nello stesso compartimento sotto la linea di galleggiamento nel quale avevano portato Durand de la Penne, nella speranza di convincerli a rivelare il posizionamento delle cariche. Alle 05:30, a mezz'ora dallo scoppio, de la Penne chiamò il personale di sorveglianza per farsi condurre dall'ammiraglio Cunningham, comandante della Mediterranean Fleet, e informarlo del rischio corso dall'equipaggio; ciò nonostante Cunningham fece riportare l'ufficiale italiano dov'era. All'ora prevista l'esplosione squarciò la carena della corazzata provocando l'allagamento di diversi compartimenti mentre molti altri venivano invasi dal fumo, ma il compartimento che ospitava gli italiani rimase intatto e i due vennero evacuati insieme con il resto dell'equipaggio.
Il maiale nº 222, condotto da Vincenzo Martellotta e Mario Marino, si diresse verso la petroliera Sagona; Martellotta fu però colpito da un malore, che costrinse i due uomini a navigare in superficie; l'equipaggio fu poi catturato dagli egiziani non appena raggiunta terra.
Il maiale nº 223, condotto da Antonio Marceglia e Spartaco Schergat, in una "missione perfetta", "da manuale" rispetto a quelle degli altri operatori, si diresse verso la Queen Elizabeth, cui i due uomini agganciarono la testata esplosiva del loro maiale; raggiunsero poi terra e riuscirono ad allontanarsi da Alessandria, ma furono catturati il giorno successivo a causa dell'approssimazione con la quale il Servizio informazioni militare italiano aveva preparato la fuga: vennero date agli incursori banconote che non avevano più corso legale in Egitto, per cercare di cambiare le quali l'equipaggio perse tempo; nonostante il tentativo degli italiani di spacciarsi per marinai francesi appartenenti all'equipaggio di una delle navi in rada, vennero riconosciuti e catturati.
Intorno alle sei del mattino successivo ebbero luogo le esplosioni, che danneggiarono gravemente quattro navi, tra cui anche il cacciatorpediniere HMS Jervis, ormeggiato a fianco della Sagona.

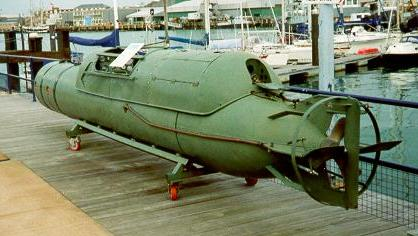
Esemplare di "Siluro San Bartolomeo" (altro tipo di "siluro a lenta corsa") della seconda guerra mondiale, esposto nel Submarine Museum, Gosport.

Sebbene l'azione fosse stata un successo, le navi si adagiarono sul fondo e non fu immediatamente possibile avere la certezza che non fossero in grado di riprendere il mare. Nonostante tutto, le perdite di vite umane furono molto contenute: solo 8 marinai persero la vita.

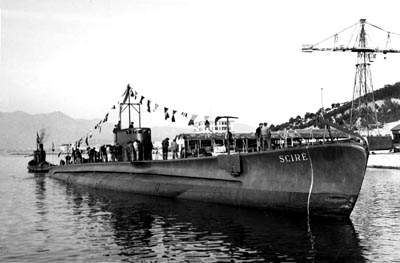
Il sommergibile Scirè.

L'azione italiana costò agli inglesi, in termini di naviglio pesante messo fuori uso, come una battaglia navale perduta e fu tenuta per lungo tempo nascosta anche a causa della cattura degli equipaggi italiani che effettuarono la missione. La Valiant subì danni alla carena in un'area di 20 × 10 m a sinistra della torre A, con allagamento del magazzino munizioni A e di vari compartimenti contigui. Anche gli ingranaggi della stessa torre vennero danneggiati e il movimento meccanico impossibilitato, oltre a danni all'impianto elettrico. La nave dovette trasferirsi a Durban per le riparazioni più importanti che vennero effettuate tra il 15 aprile e il 7 luglio 1942. Le caldaie e le turbine rimasero però intatte. La Queen Elizabeth invece fu squarciata sotto la sala caldaie B con una falla di 65 × 30 m che passava da dritta a sinistra, danneggiando l'impianto elettrico e allagando anche i magazzini munizioni da 4,5", ma lasciando intatte le torri principali e secondarie. La nave riprese il mare solo per essere trasferita a Norfolk, in Virginia, dove rimase in riparazione per 17 mesi.
Per la prima volta dall'inizio del conflitto, la flotta italiana si trovava in netta superiorità rispetto a quella britannica, a cui non era rimasta operativa alcuna corazzata (la HMS Barham era stata a sua volta affondata da un sommergibile tedesco il 25 novembre 1941). La Mediterranean Fleet alla fine del 1941 disponeva solo di quattro incrociatori leggeri e alcuni cacciatorpediniere.

L'ammiraglio Cunningham per ingannare i ricognitori italiani decise di rimanere con tutto l'equipaggio a bordo dell'ammiraglia che, fortunatamente per lui, si appoggiò sul fondale poco profondo. Per mantenere credibile l'inganno nei confronti della ricognizione aerea, sulle navi si svolgevano regolarmente le cerimonie quotidiane, come l'alzabandiera. Poiché l'affondamento avvenne in acque basse le due navi da battaglia furono recuperate negli anni successivi, ma la sconfitta rappresentò un colpo durissimo per la flotta britannica, che condizionò la strategia operativa anche ben lontano dal teatro operativo del Mediterraneo. A questo proposito, Churchill scrisse: 
Tuttavia contrasti tra gli Stati Maggiori dell'Asse non permisero di sfruttare questa grande occasione di conquistare il predominio aeronavale nel Mediterraneo e occupare Malta..
Durante il periodo dell'armistizio, de la Penne venne decorato con la medaglia d'oro al valor militare che gli venne appuntata dal commodoro Sir Charles Morgan, ex comandante della Valiant. Stessa decorazione venne concessa agli altri cinque operatori della Xª..

### Dietro le linee
Nel febbraio 1942 l'ammiraglio Aimone Savoia-Aosta fu posto al comando dell'Ispettorato generale delle flottiglie MAS (il neo costituito "Generalmas"), con sede prima a Livorno e poi a Lerici. Nell'aprile 1943, dipendenti da "Generalmas", sarebbero divenute sei le flottiglie MAS.

#### Infiltrazione a Malta
Una delle attività meno note del reparto fu quella di infiltrazione/esfiltrazione di sabotatori e membri dei servizi segreti dietro le linee nemiche. Uno dei casi più importanti fu quello di Carmelo Borg Pisani, sottocapomanipolo della Milizia Marittima di origine maltese, irredentista venuto in Italia e iscrittosi al Partito Nazionale Fascista per contribuire alla lotta antibritannica e alla conseguente unione di Malta all'Italia.

Nella notte tra il 17 e il 18 maggio 1942 Borg Pisani, che aveva seguito un corso di infiltrazione e tecniche di sabotaggio, si imbarcò come "sabotatore-informatore" ad Augusta sul MTSM (Motoscafo da Turismo Silurante Modificato) 214 in forza alla Xª Flottiglia Mas. Questo mezzo dipendeva dalla squadriglia di MTSM di base ad Augusta che svolgeva una intensa attività nelle acque di Malta, al comando del tenente di vascello Ongarillo Ungarelli. La notte dello sbarco Ungarelli accompagnò di persona la missione, che serviva a preparare il programmato sbarco a Malta, l'Operazione C3, che poi non venne effettuato. Data l'importanza della missione, il mezzo d'assalto, che procedeva di conserva col MTSM 218, fu scortato dalla torpediniera Abba (una torpediniera della classe Pilo, detta tre pipe) e dai MAS 451 e 452 fino a una distanza di sicurezza rispetto agli impianti radar dell'isola.
Separatesi dalla scorta, gli MTSM 214 e 218 proseguirono con i motori al minimo e in prossimità della costa inviarono dapprima un battello del MTSM 218 con un esperto nuotatore, che però fu trascinato dalle correnti e fatto prigioniero il giorno dopo. Successivamente l'MTSM 214 proseguì la sua navigazione silenziosa fino a circa 150 metri dalla scogliera, nella cala di Ras Id Dawara, verso il punto di approdo prescelto, posto sulla costa sud-ovest di Malta in una zona rocciosa presso l'isolotto di Filfola. Il luogo era stato scelto dallo stesso Borg Pisani, in virtù della sua conoscenza dei luoghi. Dopo l'approdo, però, l'ufficiale non riuscì a scalare la parete rocciosa e perse il battello con l'attrezzatura a causa dei marosi. Dopo due giorni di tentativi fu scorto da una vedetta inglese di pattuglia, processato e impiccato; a Borg Pisani venne concessa la medaglia d'oro al valor militare alla memoria.

#### Azioni in Turchia
Un altro sommozzatore che agì dietro le linee nemiche fu Luigi Ferraro, entrato negli operatori gamma nel 1942.
Nello stesso anno la sconfitta italo-tedesca nella seconda battaglia di El Alamein portò Ferraro a ideare una missione che doveva svolgersi a Tripoli: egli avrebbe dovuto raggiungere la capitale libica prima degli inglesi e assumere i panni di normale cittadino per poi, una volta che la Royal Navy fosse entrata nel porto, compiere azioni di sabotaggio. Per far questo però egli chiese di portare con sé, come aiuto, sua moglie Orietta Romano. Eugenio Wolk, suo comandante, dopo un'iniziale incertezza si convinse a dare il nulla osta alla missione, e così Ferraro partì alla volta di Sfax, in Tunisia. Gli eventi della guerra imposero all'italiano di rinunciare alla missione, in quanto Tripoli venne conquistata dagli inglesi prima che egli potesse raggiungerla.
Tornato in Italia, Junio Valerio Borghese, succeduto a Ernesto Forza nel comando della Xª Flottiglia MAS il 1º maggio 1943, gli affidò un'altra missione segreta: nel porto di Alessandretta gli Alleati praticavano da tempo un traffico di cromo, e lui avrebbe dovuto limitarlo affondando le navi che trasportavano il minerale, prestando la massima attenzione a non farsi scoprire in quanto la Turchia si era dichiarata neutrale.
Con dei falsi documenti che attestavano il suo status di diplomatico presso il consolato italiano, Ferraro raggiunse la sua destinazione verso la metà del maggio 1943. Dopo circa un mese passato a fingere di essere un normale diplomatico con addirittura la paura dell'acqua, il sommozzatore italiano (aiutato dall'agente del SIM Giovanni Roccardi) entrò in azione la sera del 30 giugno 1943: al largo stazionava il piroscafo Orion (7000 t) che Ferraro raggiunse a nuoto portando con sé le cariche esplosive, si immerse per attaccare gli ordigni alla chiglia della nave, e ritornò a riva raggiungendo il consolato senza farsi scoprire. Il 7 luglio l'Orion saltò in aria insieme con il suo carico.
Azioni simili vennero effettuate a Mersin ai danni dei piroscafi Kaituna (9 luglio) e Sicilian Prince (30 luglio), rispettivamente di 10000 t e 5000 t, e di nuovo ad Alessandretta contro la motonave Fernplant (1º agosto; 5274 t): la prima venne solamente danneggiata e un'ispezione inglese trovò una carica inesplosa, la seconda fu oggetto di controlli prima di salpare e gli ordigni vennero disinnescati, mentre la terza colò a picco. Terminati i "bauletti" Ferraro tornò in Italia; per le sue azioni gli vennero conferite quattro medaglie d'argento al valor militare, una per ogni azione, commutate nel dopoguerra con la medaglia d'oro al valor militare.

### L'attività sino all'armistizio

Lo Scirè con i contenitori per tre mezzi d'assalto sul ponte di coperta

Nel maggio del 1942 fu tentato senza successo un secondo attacco al porto di Alessandria.
Nello stesso periodo, su richiesta dei tedeschi, furono inviati altri incursori nei porti del Mar Nero e cinque barchini siluranti in Crimea. Altri barchini furono utilizzati nelle coste del nord Africa, a supporto delle operazioni terrestri.
Il 27 luglio 1942 lo Scirè lasciò La Spezia con a bordo un gruppo di incursori, facendo tappa alla base italiana di Lero nel Dodecaneso per acquisire anche i risultati della ricognizione aerea. Ripartito il 6 agosto, non diede più notizie di sé. Si seppe solo in seguito che il 10 agosto 1942 era stato individuato e affondato dal peschereccio armato inglese HMS Islay proprio nei pressi di Haifa, senza alcun superstite. I corpi di due degli incursori, il tenente di vascello Egil Chersi e il capo Del Ben, furono recuperati sulla spiaggia e tumulati dagli inglesi con gli onori militari. Allo Scirè venne concessa una delle tre medaglie d'oro al valor militare conferite ad unità navali durante la guerra.

Il Classe CA imbarcato sul sommergibile Leonardo da Vinci durante le prove, si nota una delle morse che assicurano il CA all'avvicinatore.

A partire dal luglio 1942 per le operazioni contro Gibilterra furono utilizzate come basi segrete della Xª Flottiglia MAS il piroscafo Olterra e la sede di Villa Carmela, in territorio spagnolo. All'organizzazione delle due basi partecipava anche il SIM, con personale delle tre forze armate; tra questi il maggiore Ranieri di Campello, che dopo l'8 settembre 1943 partecipò alla campagna d'Italia nel Primo Raggruppamento Motorizzato. Queste basi, dalle quali nuotatori e subacquei uscivano per attaccare le navi in rada, permisero al gruppo denominato Squadriglia dell'Orsa Maggiore e successivamente ad altri gruppi una serie di operazioni coronate da successo.

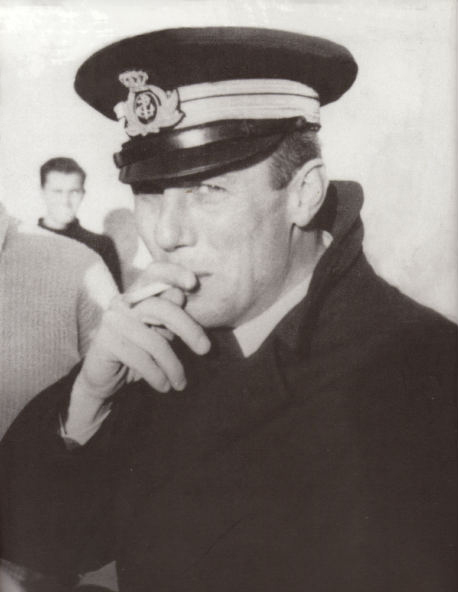
Junio Valerio Borghese assunse il comando della Xª Flottiglia MAS il 1º maggio 1943

In seguito alla svolta delle sorti della guerra, il numero di missioni si ridusse sempre più. Vennero comunque valutate e pianificate azioni a Freetown (importante scalo per gli Alleati) e fino nel fiume Hudson a New York, ma non vennero mai realizzate. Era in programma anche un'azione per forzare il porto di Gibilterra in pieno giorno. In particolare l'azione contro il porto di New York venne valutata sia come azione in solitario della Xª Flottiglia MAS, sia nella prospettiva di missione di supporto per l'azione della Regia Aeronautica denominata Operazione S. In questo caso un sommergibile della Decima avrebbe dovuto effettuare un rifornimento in pieno oceano Atlantico come scalo tecnico per l'idrovolante CANT Z.511. L'idea venne giudicata troppo azzardata, e la Regia Aeronautica optò successivamente per una missione senza scalo con un quadrimotore Savoia-Marchetti S.M.95, ma l'azione non venne mai compiuta. L'azione in solitario della Xª Flottiglia MAS prevedeva, dopo la traversata atlantica iniziatasi a Bordeaux, l'avvicinamento al porto di New York da parte del sommergibile Leonardo da Vinci che, opportunamente modificato tramite la rimozione del cannone di bordo, avrebbe dovuto trasportare un mini sommergibile. Questo mini sommergibile, denominato CA, avrebbe poi risalito il fiume Hudson per rilasciare gli operatori del Gruppo Gamma che avrebbero attaccato un grattacielo in città. L'attacco sarebbe stato di forte importanza dal punto di vista psicologico, si trattava infatti di dimostrare agli americani che non erano sicuri nemmeno in casa propria, ma anche questa missione rimase allo stadio di progetto a causa dell'armistizio.

### Fuori dal Mediterraneo
La flottiglia operò alcuni dei suoi mezzi anche al di fuori del teatro del Mediterraneo, precisamente in Finlandia e nel Mar Nero.
All'inizio del 1942 vennero trasferiti in Finlandia i quattro MAS della 12ª Squadriglia, comandata dal capitano di corvetta Bianchini. L'unità, forte di 17 ufficiali, 19 sottufficiali e 63 tra sottocapi e comuni, cominciò a operare dal 25 luglio 1942. I mezzi operarono per 90 giorni durante la guerra di continuazione con personale italiano e furono infine ceduti ai finlandesi tra il 5 e il 26 giugno 1943. Erano quattro mezzi della classe 500 - seconda serie, precisamente il 526, 527, 528 e 529; ognuno di essi aveva dieci uomini di equipaggio. L'unità era a sua volta parte del Distaccamento navale internazionale K (Laivasto-osasto K- LOs.K.), formato il 17 maggio 1942 da tedeschi, italiani e finlandesi, che tentò senza successo di interrompere il flusso dei rifornimenti russi attraverso il lago Ladoga in direzione della città di Leningrado assediata fin dal settembre 1941, nonostante alcuni successi locali.

### Nel Mar Nero
Tra i reparti italiani inviati sul fronte orientale vi era anche una piccola unità della Regia Marina, su esplicita richiesta tedesca per operare nel Mar Nero. L'unità, designata come "4ª Flottiglia MAS" e posta al comando del capitano di fregata Francesco Mimbelli, era inizialmente composta da quattro MAS (aumentati poi a sette), sei sommergibili tascabili classe CB, cinque motoscafi siluranti e cinque barchini esplosivi.
L'unità venne trasferita via terra fino alle coste del Mar Nero (ove giunse nel maggio del 1942), con il nominativo di "Autocolonna M.O. Moccagatta" facendo base nei porti di Jalta e Feodosija, sulla penisola di Crimea. I MAS e i sommergibili italiani vennero subito coinvolti nelle operazioni contro la fortezza sovietica di Sebastopoli, attaccando il traffico da e verso la piazzaforte. Caduta la città (4 luglio 1942), l'unità venne spostata nel Mar d'Azov per fornire protezione al traffico navale tedesco, per poi continuare con le missioni di pattugliamento lungo le coste controllate dai sovietici.
La mancanza di combustibile e il cattivo andamento del conflitto influirono pesantemente sulle attività dei mezzi italiani. Il 20 maggio 1943 i MAS superstiti vennero ceduti alla Kriegsmarine, e gli equipaggi rimpatriati. I sommergibili continuarono a operare con equipaggi italiani fino all'agosto del 1943 dalla base di Sebastopoli. A seguito dell'armistizio italiano reso noto col proclama Badoglio dell'8 settembre 1943, gli equipaggi vennero internati dai tedeschi, mentre i mezzi (ormai in pessimo stato di manutenzione) vennero acquisiti dai romeni, per finire poi nelle mani dei sovietici a Costanza nel 1944.
Durante la sua attività, l'unità riuscì ad affondare 3 navi da trasporto e 3 sommergibili sovietici, oltre a danneggiare l'incrociatore Molotov e il cacciatorpediniere Kharkov. Le perdite ammontarono a un CB e a due MAS.
Nel Mar Nero, invece, le operazioni furono molto più proficue e compresero l'attacco portato, ancorché senza successo a causa della mancata esplosione di un siluro, al modernissimo conduttore di flottiglia Tashkent, il grave danneggiamento dell'incrociatore Molotov e quello lieve del cacciatorpediniere Kharkov, l'affondamento del sommergibile  Šč-214, attacchi a motozattere, cannoniere e navi mercantili.

### Affondamenti e danneggiamenti di naviglio sino all'armistizio

Con degli MTM come questo venne effettuato l'attacco alla baia di Suda

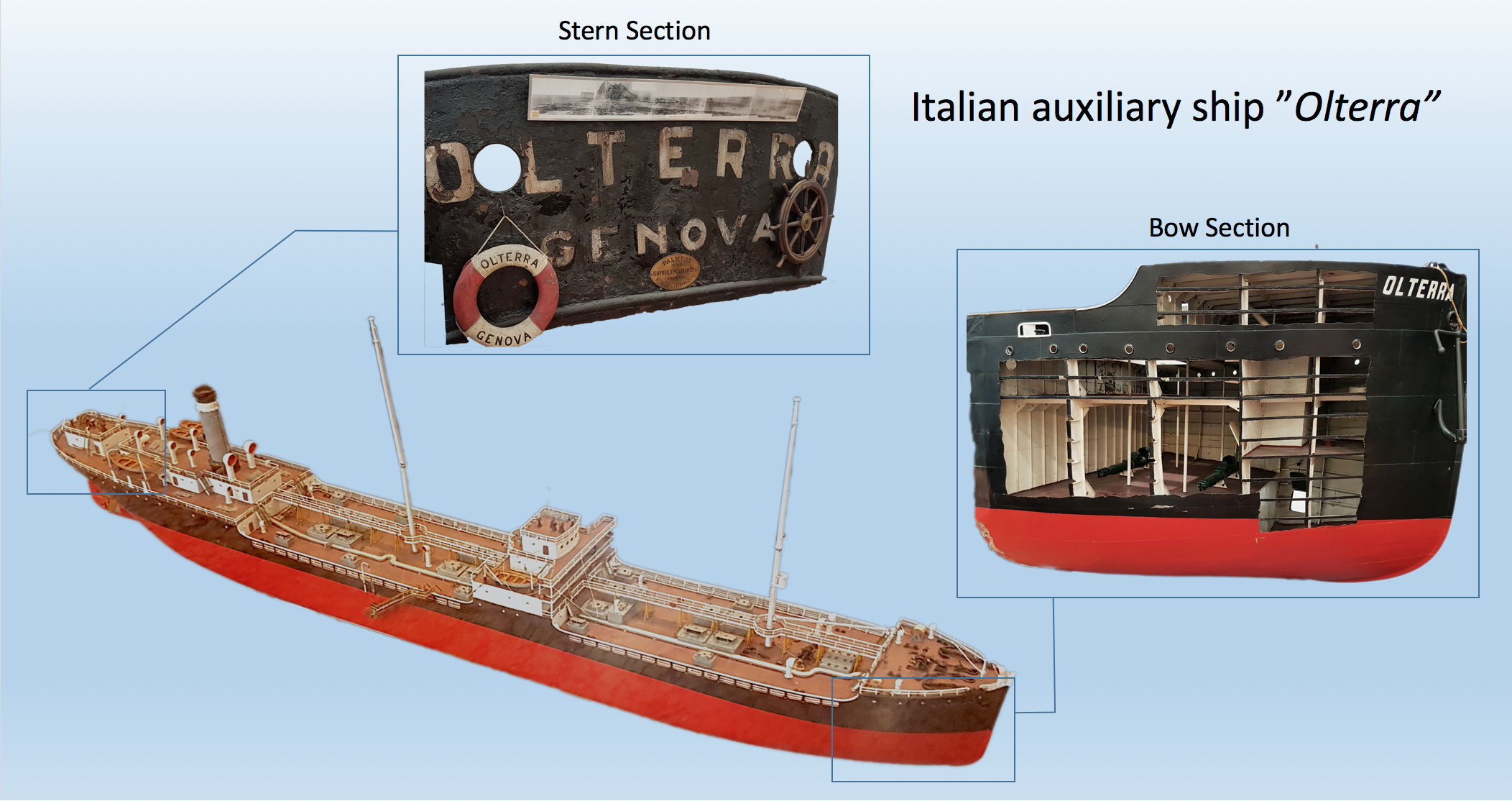
Spaccato della cisterna Olterra, basata di fronte a Gibilterra nel porto spagnolo di Algeciras.

Missioni compiute dagli incursori della Xª Flottiglia MAS durante la seconda guerra mondiale sino all'armistizio; anche in questo caso le tonnellate sotto specificate sono tonnellate di stazza, quindi unità di volume, e non di peso.
- Baia di Suda - 25-26 marzo 1941: affondamento dell'incrociatore York (8250 t) e grave danneggiamento della nave cisterna Pericles (8324 t)
- Gibilterra  - 10 settembre 1941: lo Sciré parte dalla Spezia con tre SLC che riusciranno ad affondare due piroscafi e una petroliera.
- Alessandria - dicembre 1941 (operazione G.A.3): poste fuori servizio le due navi da battaglia Queen Elizabeth e Valiant; danneggiamento della nave cisterna Sagona (7750 t) e del cacciatorpediniere Jervis (1690 t)
- Sebastopoli - 10 giugno 1942: affondamento di una motonave da 5000 t
- Sebastopoli - 12 giugno 1942: danneggiamento di un piroscafo da 10000 t successivamente affondato da aerei tedeschi
- Sebastopoli - 18 giugno 1942: danneggiamento dell'incrociatore Molotov da 10230 t e affondamento di due imbarcazioni armate
- Sebastopoli - 19 giugno 1942: affondamento del sommergibile Šč-214
- Sebastopoli - 1º luglio 1942: nell'occasione della capitolazione di Sebastopoli le unità della flottiglia svolsero un'intensa attività di rastrellamento, sostenendo scontri con motovedette e cannoniere. Affondamento di una motovedetta
- Gibilterra - luglio 1942: danneggiamento dei piroscafi Metà (1575 t), Shuma (1494 t), Empire Snipe (2497 t) e Baron Douglas (3899 t).
- Acque del Mar Nero: il tenente di vascello Emilio Legnani attaccò un incrociatore e un cacciatorpediniere affondando l'unità maggiore; venne decorato con medaglia d'oro al valor militare il 3 agosto 1942[70]
- Algeri - operazione N.A. 1, dicembre 1942: affondamento dei piroscafi Ocean Vanquisher (7147 t) e Berto (1493 t); danneggiamento dei piroscafi Empire Centaur (7041 t) e Armattan (6587 t)
- Gibilterra - maggio 1943: grave danneggiamento dei tre piroscafi Pat Harrison (7000 t), Mashud (7500 t) e Camerata (4875 t).
- Sebastopoli - 19 maggio 1943: danneggiamento, dopo aspro combattimento, di due motovedette sovietiche.
- Alessandretta e Mersin - giugno, luglio e agosto 1943: affondamento dei piroscafi Orion (7000 t) e Fernplant (5274 t) e danneggiamento del piroscafo Kaituna (10000 t)[71]
- Gibilterra - agosto 1943: affondamento della petroliera Thorshov (10000 t) e dei piroscafi Stanridge (6000 t) e Harrison Gray Otis (7000 t).

Per le attività svolte, il reparto fu decorato di medaglia d'oro al valor militare con la motivazione:
Fascio eletto di spiriti eroici, la X Flottiglia M.A.S. è rimasta fedele al suo motto: "Per il Re e la Bandiera".
Mediterraneo, 1940 - 1943»

## Dopo l'armistizio
L'armistizio di Cassibile, reso noto l'8 settembre 1943, divise in due parti le Flottiglie MAS, compresa la 10ª. Quando l'ammiraglio Raffaele de Courten andò a chiedere consiglio al grande ammiraglio Paolo Thaon di Revel, questi rispose:
Nella confusione e nello sbandamento delle forze armate causato dalle circostanze dell'armistizio dell'8 settembre, il comando di stanza nella caserma di La Spezia non si sbandò e, messo in allarme, attese ordini disciplinatamente evitando però di distruggere i piccoli mezzi navali all'ancora fuori della caserma di cui parte poi cadde momentaneamente in mani tedesche. La serata stessa Junio Valerio Borghese raggiunse l'ammiraglio Aimone d'Aosta, comandante di Generalmas, e inutilmente cercarono insieme di contattare Roma per avere conferma dell'armistizio e ricevere ordini. La Xª MAS, continuando a rimanere priva di ordini, mantenne l'attività nella caserma immutata e per tutto il tempo la bandiera italiana rimase sul pennone. Borghese inoltre dispose di aprire il fuoco contro chiunque avesse tentato di attaccare la caserma riuscendo a respingere alcuni tentativi tedeschi di disarmare i marò.
Il 9 settembre gli ufficiali si riunirono per decidere la strada da intraprendere e Borghese ribadì la sua intenzione di continuare la guerra contro gli angloamericani, scegliendo l'alleanza con la Germania. L'11 settembre radunò i marinai di stanza a La Spezia spiegando la situazione e dando il permesso di congedarsi a coloro che non se la fossero sentita di continuare la guerra. La maggioranza si congedò.

### Nella Regia Marina
Con questi presupposti una parte della X e delle altre flottiglie Mas, tra cui il capitano di vascello Ernesto Forza, rimase fedele al Regno del Sud formando l'unità speciale denominata "Mariassalto", guidata dal precedente comandante di Generalmas, l'ammiraglio Duca Aimone di Savoia-Aosta. A questi si unirono anche Antonio Marceglia, Luigi Durand de la Penne e altri incursori di marina fatti prigionieri dagli inglesi e rimpatriati nel 1944 dopo la prigionia. 
Questa unità partecipò ad azioni al fianco delle unità alleate corrispondenti, in particolare per mantenere aperto il porto della Spezia, insieme con omologhe unità inglesi, contro il tentativo dei tedeschi di affondare delle navi alla sua entrata. In particolare vennero effettuate due operazioni di rilievo. La prima, denominata "QWZ", nella notte del 21 giugno 1944 nel porto di La Spezia portò all'affondamento dell'incrociatore pesante Bolzano, ultimo superstite della sua classe e all'ulteriore danneggiamento dell'incrociatore Gorizia, già in riparazione per i danni subiti in un bombardamento.
La seconda, denominata "Toast", venne svolta nella notte del 19 aprile 1945 da un gruppo di incursori, tra cui il sottotenente di vascello Nicola Conte e il sottocapo Evelino Marcolini, e aveva come obiettivo l'affondamento nel porto di Genova di quella che sarebbe dovuta diventare la prima portaerei italiana, l'Aquila, per impedire che venisse affondata dai tedeschi bloccando così l'ingresso del porto. Per l'affondamento dell'Aquila il sottocapo Marcolini e il sottotenente Conte vennero decorati di Medaglia d'oro al valor militare. Come menzionato nelle motivazioni del conferimento delle medaglie, gli incursori utilizzarono del materiale di dubbia efficacia, residuato delle operazioni precedenti, poiché non esisteva alcuna possibilità di rimpiazzo visto che i luoghi deputati alla ricerca, allo sviluppo e alla produzione erano tutti nelle mani dei tedeschi.

### Nella RSI

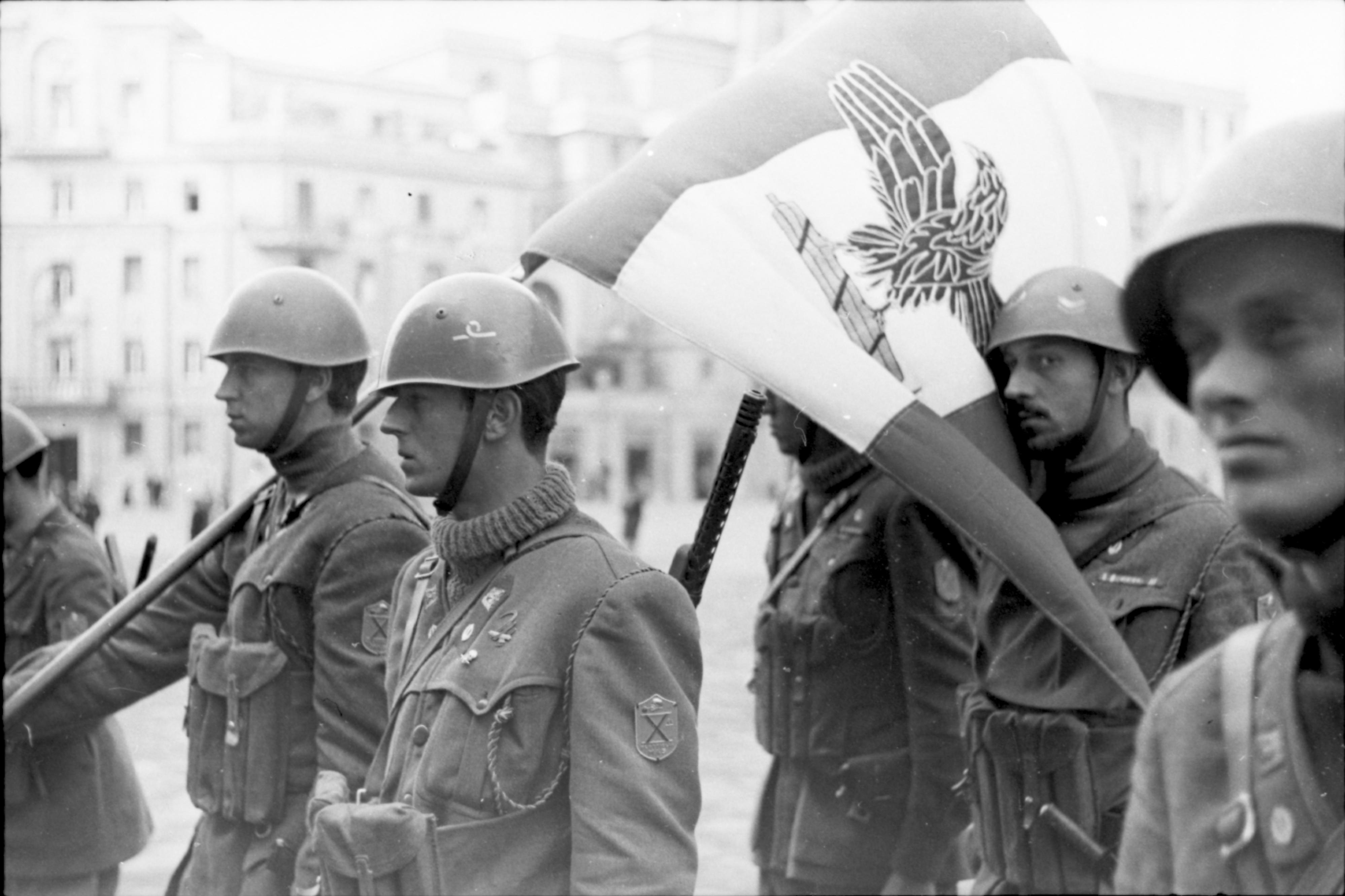
Militi della RSI appartenenti alla Divisione fanteria di marina Xª

Coloro che non si congedarono, rimasero a La Spezia agli ordini di Borghese, aderendo il 14 settembre alla Repubblica Sociale Italiana.
Borghese aggiunse nella denominazione il numero romano, e l'unità divenne Xª MAS, formazione militare autonoma, e dal gennaio 1944 integrata nella Marina Nazionale Repubblicana. Ai reparti di naviglio sottile dotati di MAS, fu affiancata una divisione di fanteria di marina, con l'obiettivo di continuare la lotta contro gli Alleati. Alcuni di questi reparti di fanteria furono anche impiegati nella lotta antipartigiana (Liguria, Langhe, Carnia, Val d'Ossola, ecc.), macchiandosi di gravi efferatezze come la fucilazione sommaria di civili e partigiani, la cattura e tortura di ostaggi fra i civili.
Sugli altri fronti la fanteria di marina della Decima di Borghese combatté sporadicamente e per brevissimi periodi contro gli angloamericani ad Anzio, in difesa della Linea Gotica e poi della Linea Verde a Lugo e nel Polesine, lungo il fiume Senio. Sul fronte orientale mantenne forti nuclei che operarono sia contro l'Esercito Popolare di Liberazione della Jugoslavia (ad esempio nella battaglia di Tarnova) sia come affermazione del diritto italiano su quelle terre contro i tentativi delle autorità d'occupazione tedesche di snazionalizzare la Venezia Giulia e il Friuli - amministrati come "Zona d'operazioni del Litorale adriatico" (Operationszone Adriatisches Küstenland) - per annetterli al Reich (o, verso la fine del conflitto, a una rinata "Grande Austria" da presentare come "vittima" della Germania).
Durante tutto il periodo seguente all'armistizio, secondo il reduce della Decima Mas Giorgio Pisanò, fra la Decima MAS della Repubblica Sociale e Mariassalto del Regno d'Italia si sarebbero mantenuti comunque stretti rapporti segreti, volti in particolare a evitare che i due reparti potessero scontrarsi direttamente sul fronte, a gestire i prigionieri dell'una e dell'altra parte all'insaputa dei comandi rispettivamente tedeschi e angloamericani, e infine a coordinare un ipotetico tentativo di sbarco di truppe regie in Istria con il supporto dei reparti locali della Decima repubblicana per evitare l'invasione della Venezia Giulia da parte dei partigiani comunisti di Tito.

## Il dopoguerra
Nel dopoguerra gli Alleati stabilirono, tra le clausole del trattato di pace di Parigi, che la Marina Militare italiana non potesse più possedere, tra l'altro, reparti di incursori e assaltatori; ciò nonostante gli assaltatori sopravvissero come palombari e sommozzatori per operazioni di bonifica e sminamento dei porti. Terminata dunque la loro utilizzazione da parte delle Nazioni Unite nella guerra contro l'Asse, secondo le clausole dell'Armistizio Lungo, il reparto fu sciolto. Tuttavia, già con il Foglio d'Ordine nº 66 del 15 ottobre 1947 la Marina ricostituisce surrettiziamente un reparto di subacquei e incursori nominato "MARICENTROSUB". E - lentamente - con il trasferimento semiclandestino dei pochi mezzi superstiti da Venezia al Varignano, l'attività riprese sino a saldarsi con quella di oggi.
Nel 1952 il Capo di stato maggiore della Marina Militare, ammiraglio Corso Pecori Giraldi, incaricò l'ex comandante di Mariassalto, tenente di Vascello Aldo Massarini, di cominciare a studiare la possibile ricostituzione di un reparto di incursori subacquei. Con il Foglio d'Ordine nº 44 del 30 maggio 1952 nacque quindi a La Spezia il Gruppo Arditi Incursori della Marina Militare ("GRUPPARDIN").

Lo stemma del COMSUBIN

Negli anni successivi i vari reparti di subacquei e arditi incursori subirono una progressiva fusione, che portò nel 1961 alla costituzione del Raggruppamento Subacquei e Incursori "Teseo Tesei", conosciuto anche con il nome di Comsubin (Comando subacquei e incursori).
Un'attività meno nota di alcuni degli uomini che fecero parte della Xª Flottiglia MAS fu quella di addestramento di unità speciali straniere. Fiorenzo Capriotti addestrò il reparto speciale della marina israeliana, che con le tattiche sviluppate dalla Xª durante la seconda guerra mondiale affondò, il 22 ottobre 1948 l'ammiraglia egiziana El Amir Faruk. Il 22 ottobre 1992 Capriotti fu insignito dall'ammiraglio Amihai Ayalon del grado di "comandante onorario" della 13ª Flottiglia (Shayetet 13).. Eugenio Wolk fu a capo degli istruttori che formarono il primo nucleo dei sommozzatori d'assalto dei Buzos Tácticos della marina argentina.

## I comandanti
- capitano di fregata Paolo Aloisi (aprile 1939 - febbraio 1940)
- capitano di fregata Mario Giorgini (febbraio 1940 - settembre 1940)
- capitano di fregata Vittorio Moccagatta (ottobre 1940 - luglio 1941)
- capitano di fregata Ernesto Forza (ottobre 1941 - aprile 1943)
- capitano di fregata Junio Valerio Borghese (maggio - settembre 1943)

## Documentari e filmografia
Oltre a diversi documentari, in gran parte basati sul materiale d'archivio dell'Istituto Luce, le azioni della Xª MAS fino all'armistizio del settembre 1943 hanno fornito spunto per i seguenti film:
- I sette dell'Orsa maggiore, girato nel 1953[90] e dedicato in particolar modo alle basi segrete italiane ad Alessandria e Gibilterra
- L'affondamento della Valiant - The Valiant, coproduzione italo-britannica del 1962, relativo alle vicende legate all'affondamento della corazzata inglese Valiant nel porto di Alessandria d'Egitto
- Mizar (Sabotaggio in mare), film italiano del 1954 ispirato alle azioni di Luigi Ferraro in Turchia
- Incursori, documentario italiano a colori degli anni '50 del regista Armando Tamburella, con la supervisione del Com. Aldo Massarini e girato nelle vicinanze di La Spezia.[91]
- Siluri umani, pellicola del 1954 ricostruisce l'attacco della Marina Italiana nel 1941 a quella Inglese ancorata nella baia di Suda a Creta.
- La donna che venne dal mare
- The silent enemy

## Decorati con la medaglia d'oro al valor militare
Gli appartenenti alla Xª MAS o a Mariassalto decorati della medaglia d'oro al valor militare furono:
| Nome e cognome           | Grado                               | Luogo e data di riferimento della medaglia           |
| ------------------------ | ----------------------------------- | ---------------------------------------------------- |
| Mario Arillo             | Capitano di corvetta                | Mar Mediterraneo, maggio-dicembre 1942               |
| Emilio Barberi           | Sergente cannoniere P.S.            | Suda, 26 marzo 1941                                  |
| Lino Beccati             | 2° capo meccanico                   | Suda, 26 marzo 1941                                  |
| Emilio Bianchi           | Capo palombaro di 3ª classe         | Alessandria, 18-19 dicembre 1941                     |
| Fernando Berardini       | Tenente guastatore (Regio Esercito) | 3 aprile 1942-20 novembre 1944                       |
| Gino Birindelli          | Tenente di vascello                 | Gibilterra, 30 ottobre 1940                          |
| Ettore Bisagno           | Sottotenente di vascello            | Mar Nero, giugno 1942                                |
| Junio Valerio Borghese   | Capitano di corvetta                | Mediterraneo occidentale, 21 ottobre-3 novembre 1940 |
| Carlo Bosio              | Sottotenente di vascello            | Malta, 26 luglio 1941                                |
| Angelo Cabrini           | Sottotenente di vascello            | Suda, 26 marzo 1941                                  |
| Aristide Carabelli       | Sottotenente A.N.                   | Malta, 26 luglio 1941                                |
| Nicola Conte             | Sottotenente di vascello            | Genova, 19 aprile 1945                               |
| Alessio De Vito          | Capo cannoniere di 3ª classe        | Suda, 23 marzo 1941                                  |
| Luigi Durand de la Penne | Tenente di vascello                 | Alessandria, 18-19 dicembre 1941                     |
| Luigi Faggioni           | Tenente di vascello                 | Suda, 26 marzo 1941                                  |
| Bruno Falcomatà          | Capitano medico                     | Malta, 26 luglio 1941                                |
| Luigi Ferraro            | Capo manipolo MILMART               | Mediterraneo, 7 luglio-4 agosto 1943                 |
| Roberto Frassetto        | Sottotenente di vascello            | Malta, 26 luglio 1941                                |
| Giorgio Giobbe           | Capitano di corvetta                | Malta, 26 luglio 1941                                |
| Emilio Legnani           | Tenente di vascello                 | Mar Nero, 3 agosto 1942                              |
| Giovanni Magro           | Sottocapo palombaro                 | Gibilterra, 9 dicembre 1942                          |
| Girolamo Manisco         | Guardiamarina                       | Gibilterra, 22 dicembre 1942                         |
| Antonio Marceglia        | Capitano G.N.                       | Alessandria, 18-19 dicembre 1941                     |
| Evelino Marcolini        | Sottocapo palombaro                 | Genova, 19 aprile 1945                               |
| Mario Marino             | Capo palombaro di 3ª classe         | Alessandria, 18-19 dicembre 1941                     |
| Vincenzo Martellotta     | Capitano A. N.                      | Alessandria, 18-19 dicembre 1941                     |
| Vittorio Moccagatta      | Capitano di fregata                 | Malta, 26 luglio 1941                                |
| Alcide Pedretti          | 2º capo palombaro                   | Malta, 26 luglio 1941                                |
| Spartaco Schergat        | 2º capo palombaro                   | Alessandria, 18-19 dicembre 1941                     |
| Tullio Tedeschi          | Capo motorista navale di 3ª classe  | Suda, 26 marzo 1941                                  |
| Teseo Tesei              | Maggiore G. N.                      | Malta, 26 luglio 1941                                |
| Salvatore Todaro         | Capitano di corvetta                | Mediterraneo, giugno 1942-dicembre 1942              |
| Guido Vincon             | Sottocapo silurista                 | Malta, 26 luglio 1941                                |
| Licio Visintini          | Tenente di vascello                 | Gibilterra, 8 dicembre 1942                          |

### Fonti
1. ↑   Motivazione della MOVM alla bandiera della Decima MAS sul sito della Marina Militare, su marina.difesa.it (archiviato dall'url originale il 27 marzo 2010).
2. ↑  Dizionario Biografico Uomini della Marina Militare, pagina 86
3. ↑  Fu Borghese a indicare la formazione con il numero romano "X", lasciando la ridondante ª
4. ↑   Dall'incursore della Decima MAS all'incursore moderno. Storia di un'evoluzione, su anaim.it.
5. 1 2   Sito web dell'Associazione Nazionale Arditi Incursori, su anaim.it.
6. ↑   Luigi Romersa, All'ultimo quarto di luna. Le imprese dei mezzi d'assalto, Ugo Mursia, 2005, ISBN 978-88-425-3439-6.
7. ↑  "Balipedio" è un termine propriamente militare indicante l'area destinata a poligono sperimentale per armi balistiche e di artiglieria.
8. ↑   Balipedio Cottrau, su anaim.it. URL consultato il 3 ottobre 2023 (archiviato dall'url originale il 21 settembre 2013).. Il sito cita il libro di Beppe Pegolotti, Gli assaltatori della Xª Flottiglia MAS, redatto dall'Associazione Amici di Teseo Tesei nel 2007.
9. ↑   FAAOA - On this day 22 August 1940, su fleetairarmoa.org. URL consultato il 17 ottobre 2017.
10. 1 2 3   Relazione schematica sull'attività dei mezzi d'assalto della R.M. nella guerra dal 1940 all'8 settembre 1943 e dall'8 settembre 1943 a termine conflitto, su anaim.it. URL consultato il 13 gennaio 2010.
11. ↑  Un agente segreto aspettava gli italiani per aiutarli nelle operazioni di rimpatrio. Vedere Spigai 2007, pp. 134-135.
12. ↑  Spigai 2007, pp. 136-137.
13. ↑   Michele Spezzano, Le Forze Speciali della Marina militare, i suoi uomini e i suoi mezzi. Breve storia di un glorioso reparto, su Difesa.it. URL consultato il 26 dicembre 2024.
14. 1 2   Evoluzione del Comando dei mezzi d'assalto dal 1935 in poi, su anaim.it. Documento: SUPERMARINA nota interna nº 229.
15. ↑  James J. Sadkovich, The Italian Navy in World War II, Greenwood, Westport, Connecticut, 1994, p. 25, cit. in Greene, Massignani 2007, p. 32.
16. ↑   Storia del G.O.I., su marina.difesa.it (archiviato dall'url originale il 26 agosto 2010).
17. ↑  (EN) http://www.naval-history.net/xGM-Chrono-06CA-York.htm
18. ↑   Emilio Barberi sul sito della M.M. [collegamento interrotto], su marina.difesa.it.
19. ↑   Museo Tecnico Navale della Spezia, principali mezzi d'assalto, su marina.difesa.it. URL consultato il 14 gennaio 2010. Tabella con le definizioni delle sigle relative ai mezzi d'assalto della Regia Marina
20. 1 2 3 4 5 6   L'operazione Malta 2 sul sito dell'ANAIM, su anaim.it.
21. ↑   Teseo Tesei sul sito della Marina Militare, su marina.difesa.it. URL consultato il 9 gennaio 2025.
22. ↑  In Spigai 2007 l'autore insiste due volte (a p. 191 e nelle pp. 193-194) sul fatto che, dagli studi tecnici effettuati, la regolazione minima delle spolette era di trenta minuti, pertanto Tesei non avrebbe potuto farsi esplodere all'istante. Spigai ipotizza che dopo aver regolato la spoletta al minimo, l'assaltatore sia stato colpito da un malore (e sarebbe quindi esploso insieme al mezzo trenta minuti dopo) o direttamente da un proiettile nemico che avrebbe fatto saltare in aria lui e l'ordigno
23. ↑   Vittorio Moccagatta sul sito della Marina Militare, su marina.difesa.it.
24. ↑   Gli Uomini Gamma su gruppogamma.org [collegamento interrotto], su gruppogamma.org.
25. 1 2 3 4 5 6 7 8   Storia, su marina.difesa.it. URL consultato il 14 ottobre 2017.
26. 1 2 3   L'impresa di Alessandria, in Vita e morte del soldato italiano nella guerra senza fortuna, vol. 7.
27. ↑  Borghese 1950, p. 198.
28. 1 2  Sergio Nesi, Scirè, storia di un sommergibile e degli uomini che lo resero famoso, Lo Scarabeo, Bologna.
29. ↑  (EN) Elenco delle perdite della Royal Navy nella seconda guerra mondiale, su naval-history.net.
30. ↑  La prima torre binata da 381 mm a partire da prua; gli inglesi denominavano le torri principali A,B, X ed Y, per le navi con 4 torri principali e le lettere intermedie per le torri secondarie.
31. ↑  (EN) Origini della Regia Marina, su regiamarina.net.
32. ↑  E. Bauer, Storia controversa della seconda guerra mondiale, vol. IV, ed. DeAgostini, Novara, 1971, p. 292.
33. ↑  La frase che segue è tratta da: Winston Churchill, La seconda guerra mondiale, vol. IV, Mondadori, Verona, 1959, p. 508.
34. ↑  I complessi preparativi e la pianificazione del Comando Supremo e del generale Cavallero in particolare, per l'invasione di Malta (Operazione C3 o Herkules nella terminologia tedesca) vennero più volte rinviati e quindi abbandonati dopo i successi apparentemente decisivi di Rommel nella primavera 1942. Vero è anche che l'assenza di portaerei italo-tedesche nel Mediterraneo e il progressivo rafforzamento aereo angloamericano non avrebbero assicurato ugualmente un rapido e totale controllo del mare e non avrebbero comunque permesso una agevole conquista dell'isola. Cfr. Spigai 2007, p. 239.
35. ↑   Luigi Durand de la Penne sul sito della Marina Militare, su marina.difesa.it.
36. ↑   Biografia di Luigi Durand de la Penne sul sito della Marina Militare, su marina.difesa.it. URL consultato il 27 aprile 2020 (archiviato dall'url originale il 27 marzo 2010).
37. ↑  La Marina italiana nella seconda guerra mondiale: L'Organizzazione della marina durante il conflitto, Ufficio storico della Marina, 1972, p. 58.
38. ↑  Un grado della milizia corrispondente a quello di sottotenente dell'esercito.
39. ↑   Carmelo Borg Pisani e i fascisti maltesi, su isses.it. URL consultato il 10 gennaio 2010.«Malta non è inglese che per usurpazione ed io non sono suddito britannico che per effetto di questa usurpazione. La mia vera Patria è l'Italia. È dunque per lei che devo combattere»
40. ↑   p. 34 Laurence Mizzi, Per il sogno della sua vita – Il sacrificio di C. Borg Pisani irredento maltese, Volpe Editore, Roma,, 1981. Nel 1935 il governo inglese proibì ai maltesi di iscriversi alle OGIE. Il 4 giugno 1936 furono prese misure repressive anche contro l'Istituto Italiano di Cultura.
41. ↑   Stefano Fabei, Carmelo Borg Pisani, 1915-1942, eroe o traditore?, Lo Scarabeo, Bologna, 2007,  p. 19. Fabei ha ripreso ancora l'argomento sugli irredenti maltesi e su Carmelo Borg Pisani in un altro suo volume: La «legione straniera» di Mussolini, Mursia, Milano, 2008, pp. 270 e ss.
42. ↑  Gli inglesi occuparono Malta facendone un protettorato nel 1800, dopo che Napoleone Bonaparte nel 1798 l'aveva occupata ponendo fine al governo dei Cavalieri Ospitalieri, meglio conosciuti come Cavalieri di Malta e dei quali è successore l'attuale Sovrano Militare Ordine di Malta; le origini dell'irredentismo maltese in favore dell'unione dell'isola al Regno d'Italia risalgono ai primi anni del novecento, e questo movimento si intensificò nel 1919 quando le truppe britanniche spararono su un corteo di cittadini che manifestavano contro nuove tasse, precisamente nella data del sette giugno, che è attualmente una delle feste nazionali di Malta.
43. ↑   Carmelo Borg Pisani e i fascisti maltesi, su isses.it.
44. ↑  (EN) Political Agitation and Problems of Over-Population, su maltamigration.com. URL consultato il 10 gennaio 2010 (archiviato dall'url originale il 30 ottobre 2020).
45. ↑  (EN) The 1919 riots, su dailymalta.com. URL consultato il 10 gennaio 2010 (archiviato dall'url originale il 27 marzo 2022).
46. ↑  (EN) Banconota maltese che commemora il sette giugno, su centralbankmalta.org. URL consultato il 10 gennaio 2010 (archiviato dall'url originale il 27 dicembre 2013).
47. ↑   Carmelo Borg Pisani sul sito della Marina Militare, su marina.difesa.it. URL consultato il 18 aprile 2020.
48. ↑  Orietta Romano sarà l'unica donna che prestò servizio tra gli operatori gamma. Su questo e sui preparativi della missione, vedi Pegolotti 2007, pp. 171-172.
49. ↑  La moglie restò in Italia in quanto i piani prevedevano che raggiungesse il marito dopo qualche giorno, ma in realtà non partì mai in quanto la resistenza italo-tedesca in Nordafrica fu più breve del previsto.
50. ↑  Pegolotti 2007, p. 172.
51. ↑  Il cromo è un metallo molto utile per la sua caratteristica di rendere il ferro (o l'acciaio) resistente alla corrosione, e pertanto usato nelle leghe a base di ferro.
52. ↑  Sull'ingegnosa copertura assunta da Ferraro, cfr. Pegolotti 2007, pp. 174-175.
53. ↑  Ferraro si era portato con sé quattro valigie con dentro gli esplosivi da applicare alle navi, nascoste via via nella cabina che aveva affittato al mare, facendo credere che dentro vi fossero attrezzi sportivi. Cfr. Pegolotti 2007, pp. 174-175.
54. 1 2  Le tonnellate sono tonnellate di stazza, quindi unità di volume, e non di peso.
55. ↑  Gli ordigni erano chiamati "bauletti". Pesavano circa 12 kg e il loro congegno di esplosione era diverso da quello degli SLC: una piccola elica veniva azionata solo quando la nave raggiungeva una determinata velocità, e dopo un certo numero di giri il "bauletto" esplodeva, facendo sì che l'imbarcazione affondasse in mare aperto inducendo l'equipaggio a credere di essere stati attaccati da un sommergibile. Vedere Pegolotti 2007, p. 176.
56. ↑  Le tonnellate sono tonnellate di stazza, quindi unità di volume, e non di peso. Vedere (EN) M/S Fernplant su warsailors.com, su warsailors.com. URL consultato il 14 gennaio 2010.
57. ↑  Pegolotti 2007, p. 177.
58. ↑   Luigi Ferraro sul sito della Marina Militare, su marina.difesa.it. URL consultato il 14 gennaio 2010 (archiviato dall'url originale il 2 settembre 2008).
59. ↑   Il sommergibile Scirè sul sito regiamarina.net, su regiamarina.net. URL consultato il 12 gennaio 2010.
60. ↑   Dal Don a Montelungo, il maggiore Ranieri Campello, su dalvolturnoacassino.it. URL consultato il = 5 novembre 2009.
61. ↑  Operazione S - Obiettivo Manhattan - novembre 1942 – settembre 1943, in Luigi Romersa, Le armi segrete di Hitler, Mursia, 2005.
62. ↑  Ricciotti Lazzero, La Decima MAS, Rizzoli, 1984.
63. 1 2  Cfr. Bagnasco 1969, p. 341.
64. ↑   MAS sul lago Ladoga, su digilander.libero.it. URL consultato il 12 gennaio 2010.
65. ↑  Cfr. Bagnasco 1969, p. 333.
66. ↑   Motosiluranti, motovedette e MAS, su xoomer.virgilio.it. URL consultato il 12 gennaio 2010.
67. ↑  (EN) L'assedio di Leningrado, su absoluteastronomy.com. URL consultato il 12 gennaio 2010.
68. ↑  M. Brescia, L'esploratore Tashkent, in Storia Militare, nº 189, giugno 2009.
69. ↑   Elenco delle missioni compiute dalla flottiglia sul sito della Marina Militare, su marina.difesa.it. URL consultato l'8 gennaio 2010 (archiviato dall'url originale il 24 giugno 2007).
70. ↑   Emilio Legnani sul sito della Marina Militare, su marina.difesa.it. URL consultato il 18 aprile 2020.
71. ↑  Pegolotti 2007, pp. 174-177.
72. ↑   Medaglia d'oro al Valor Militare alla Xª Flottiglia MAS, su marina.difesa.it. URL consultato il 18 aprile 2020.
73. ↑  "In momenti così delicati è doveroso lasciare massima libertà alle coscienze, purché esse siano sinceramente rivolte al bene del Paese. Non voglio dare consigli, tanto più che il pensiero di un uomo di 83 anni parte da presupposti diversi da quelli dei giovani delle nuove generazioni. Posso soltanto dire come penso di regolarmi io, e ciò si concreta in una direttiva molto semplice: intendo tener fede per tutta la vita al giuramento di fedeltà al Re liberamente prestato nella mia giovinezza." cit. in USMM 1971, p. 99.
74. 1 2  Giampaolo Pansa, Il gladio e l'alloro, Le Scie, Mondadori editore, Milano, 1991, p. 186
75. ↑  Bertoldi 2005, pp. 153-157.
76. ↑  Sole De Felice, "La Decima Flottiglia Mas e la Venezia Giulia 1943-1945", Edizioni Settimo Sigillo, Roma, 2003, p. 53, Relazione giurata del capitano di vascello Agostino Calosi responsabile dell´Ufficio Informazioni della Regia Marina del Sud nel corso del processo tenuto contro Borghese il 24 novembre 1948 "nel caso specifico della X Flottiglia Mas debbo dire che a questo comando non arrivarono mai ordini precisi, benché dallo stesso sollecitati anche telefonicamente"
77. 1 2  Bertoldi 2005, p. 156.
78. ↑  Greene, Massignani 2007, p. 160: "I tedeschi fecero numerosi tentativi di penetrare nella caserma della Xª Mas, ma, come scrisse Borghese, Li respingemmo tutti malgrado l'enorme sproporzione di forze. Nessuno ne ha mai dubitato e, anzi la fermezza dimostrata dalla flottiglia nella circostanza è stata spesso presa ad esempio di ciò che sarebbe stato possibile fare in quei giorni difficili se si fosse potuto contare su unità altrettanto motivate"
79. 1 2  Greene, Massignani 2007, p. 161.
80. ↑   Resoconto dell'attività di Mariassalto, su Anaim.it.
81. ↑   L'affondamento dell'Aquila sul sito della Marina Militare [collegamento interrotto], su marina.difesa.it.
82. ↑   Biografia di Marcolini sul sito della Marina Militare [collegamento interrotto], su marina.difesa.it.
83. ↑   Motivazioni della MOVM a Conte sul sito della Marina Militare [collegamento interrotto], su marina.difesa.it.
84. ↑  Arrigo Carner, Lo sterminio mancato, Mursia, 2000.
85. ↑  Giorgio Pisanò, Gli ultimi in Grigioverde; Nesi 2004; Bordogna 2003.
86. ↑  La componente subacquea si divide in due branche: quella difensiva e quella offensiva, della difensiva fanno parte i palombari e i sommozzatori, di quella offensiva gli incursori. Queste componenti fanno parte del Com.Sub.In. Altra componente difensiva, alle dipendenze di Cincnav, sono gli OSSAL, operatori subacquei abilitati al lavoro in carena, a bordo delle unità navali; altra componente offensiva, facente parte della Brigata San Marco, sono i DOA, demolitori ostacoli antisbarco. Tutti i corsi per la componente subacquea vengono svolti a Comsubin, eccetto la fase antifalla degli Ossalc, tenuta a Taranto.
87. ↑  (EN) Operazione "Yoav", su jewishvirtuallibrary.org.
88. ↑  vedi: Fiorenzo Capriotti. Diario di un fascista alla Corte di Gerusalemme, 2002; vedi anche Gianni Scipione Rossi, Un fascista ingaggiato dal Mossad (con il consenso di De Gasperi) in "Storia in rete" nº 2, novembre 2005
89. ↑  (ES) Ceremonia aniversario de la Agrupación Buzos Tácticos – Gaceta Marinera, su gacetamarinera.com.ar. URL consultato il 13 novembre 2022.
90. ↑   Dati essenziali del film I sette dell'Orsa maggiore, su intercardsrl.com.
91. ↑   ARDITI INCURSORI ANNI 50. URL consultato il 13 novembre 2022.
92. ↑   X Flottiglia MAS, su marina.difesa.it.
93. ↑  I nomi evidenziati rappresentano medaglie d'oro assegnate alla memoria.
94. ↑   Motivazione della MOVM dal sito del Quirinale, su quirinale.it.
95. ↑  Puntatore Scelto.